# Giuseppe Ottavio Pitoni
Giuseppe Ottavio Pitoni (ur. 18 marca 1657 w Rieti, zm. 1 lutego 1743 w Rzymie) – włoski kompozytor.

## Życiorys
Mając 5 lat został uczniem Pompeo Nataliego. W wieku 8 lat śpiewał jako chórzysta w kościele San Giovanni de’ Fiorentini, następnie w kościele SS. Apostoli, uczył się też kontrapunktu u Francesco Foggii. Był kapelmistrzem w Monterotondo (1673–1674), katedrze w Asyżu (1674–1676) oraz w katedrze w Rieti (1676–1677). Od 1677 roku do końca życia był kapelmistrzem w bazylice św. Marka w Rzymie. Był też kapelmistrzem w rzymskich kościołach św. Apolinarego (od 1686), św. Wawrzyńca „in Damaso” (1694–1721), bazylice św. Jana na Lateranie (1709–1718) oraz w Capella Giulia w bazylice św. Piotra na Watykanie (od 1719). Prowadził koncerty organizowane pod protektoratem kardynała Pietro Ottoboniego. Do jego uczniów należeli Francesco Durante, Francesco Feo i Leonardo Leo.

## Twórczość
Należał do czołowych przedstawicieli włoskiej szkoły polifonicznej, kontynuując tradycje Palestriny. Jego obszerna twórczość obejmuje ponad 3 tysiące utworów, w tym m.in. 270 mszy i części mszalnych, ponad 200 introitów, ponad 230 graduałów, około 800 psalmów, około 650 antyfon, około 250 hymnów i 235 motetów, około 220 kantyków. Jego utwory, zaopatrzone w basso continuo, cechują się monumentalną polichóralnością. Większość przeznaczona została na dwa korespondujące 4-głosowe chóry. Charakterystyczne dla twórczości Pitoniego są kontrapunkty, których materiał melodyczny podejmowany jest kolejno przez głosy, a następnie przez korespondujące chóry.